# Point Danger
Point Danger ist eine Landzunge am südlichen Ende der Gold Coast an der Ostküste Australiens. Point Danger wird von den australischen Bundesstaaten Queensland und New South Wales in der Mitte getrennt. Dabei liegt die nordöstlich gelegene Rainbow Bay mit ihren bei Surfern beliebten Snapper Rocks in Queensland und die Tweed-River-Mündung im Südosten in New South Wales.
Point Danger ist seit 1863 Grenze zwischen beiden Bundesstaaten. Am Point Danger befindet sich auch das Centaur Memorial. Das Denkmal erinnert an den Abschuss des australischen Lazarettschiffs „Centaur“ im Jahr 1943 durch ein japanisches U-Boot.
Der „Walk of Remembrance“ verläuft halbkreisförmig um den Point Danger Lookout und erinnert dabei an einige verlorene australische Schiffe, die im  Zweiten Weltkrieg von Japanern und Deutschen zerstört wurden.

## Geschichte

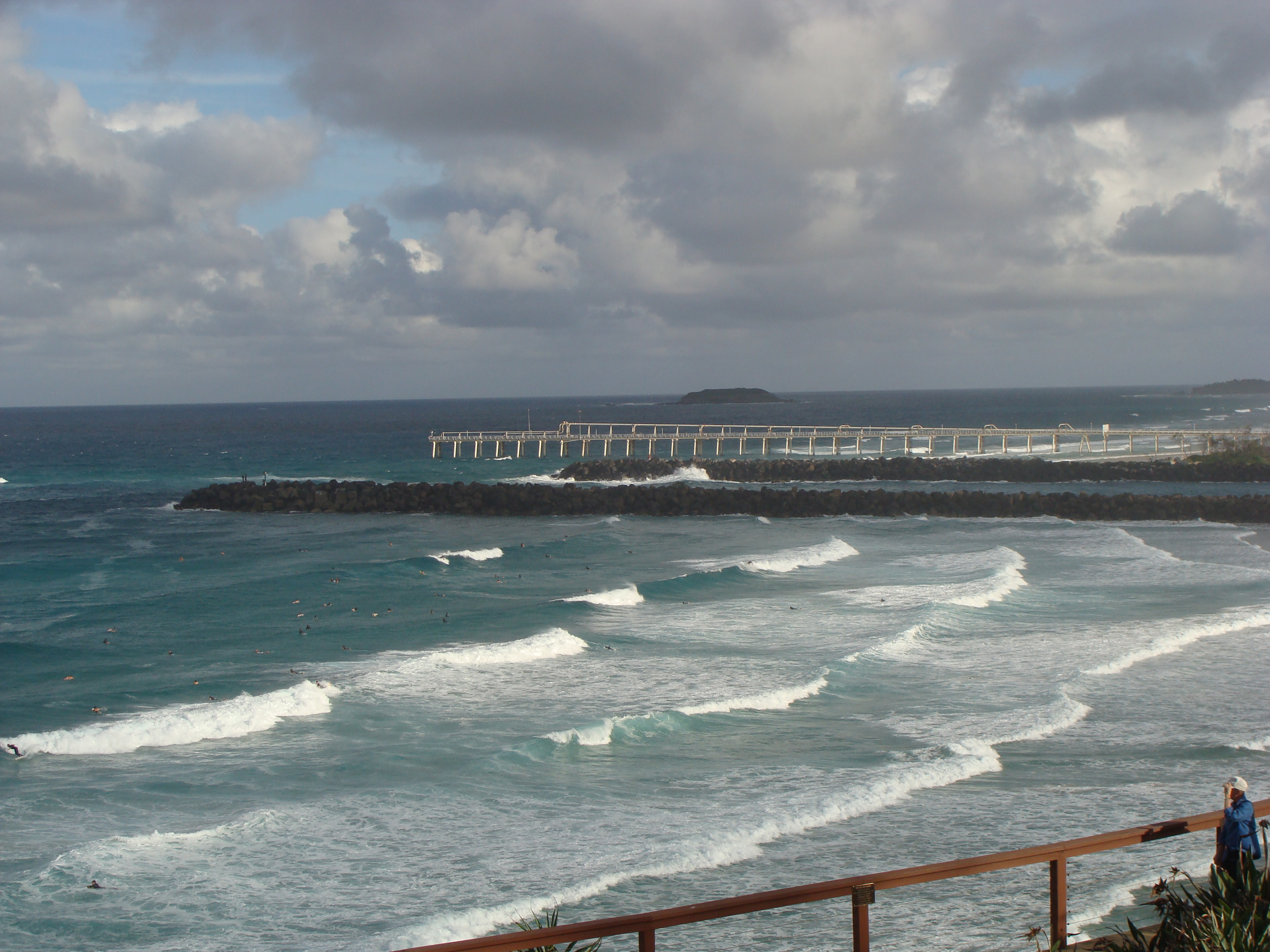
Cook Island (links) Fingal Head (rechts) gesehen von Point Danger

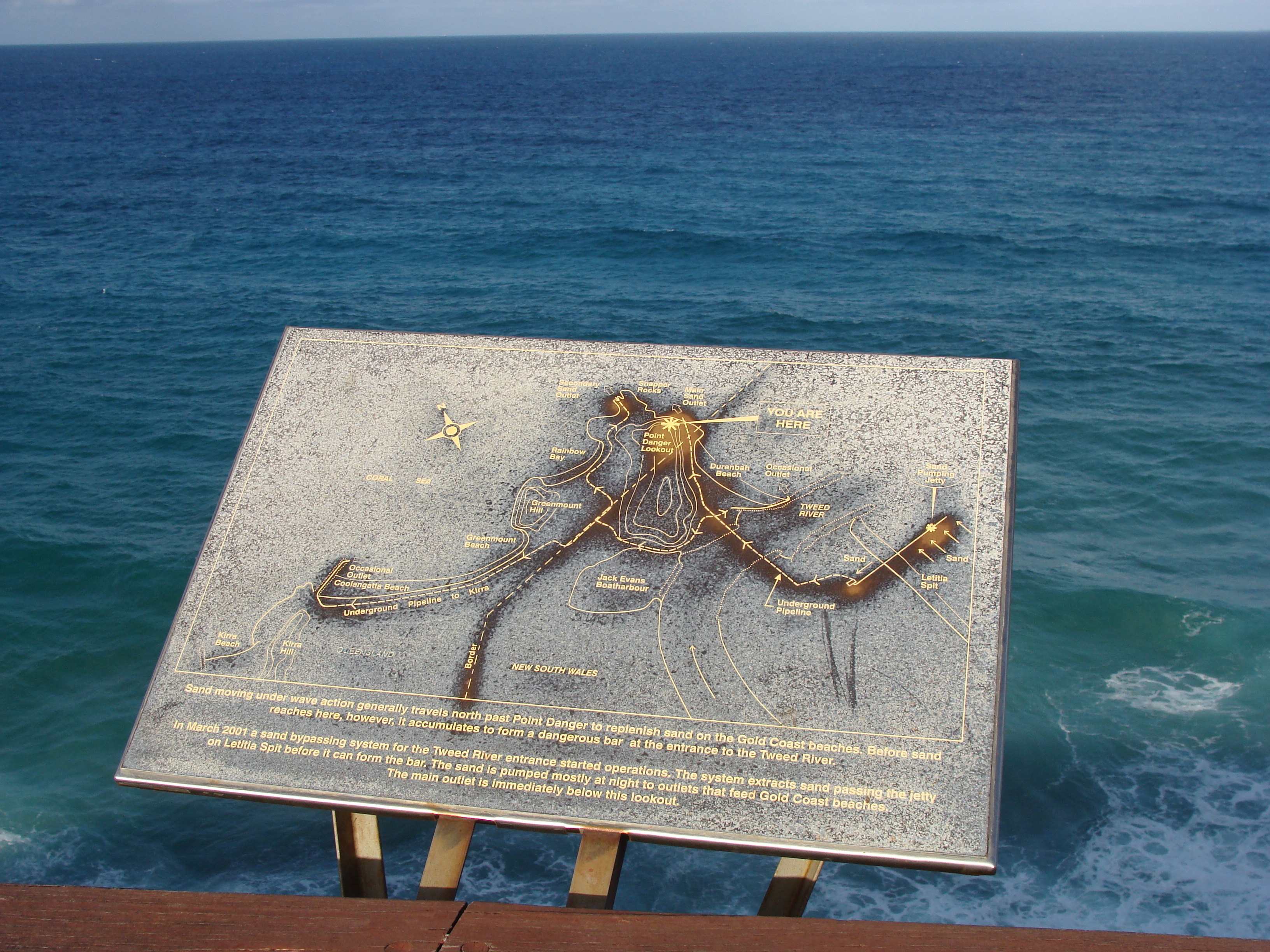
Karte des Point Dangers

Die Bezeichnung „Point Danger“ geht auf James Cook zurück. Dieser musste am 16. Mai 1770, als er auf die Riffs östlich der heutigen „Cook Island“ und „Fingal Head“ traf, ausweichen und drehte folglich Richtung Osten und damit auf offene See ab. Die Cook-Insel und der Fingal Head befinden sich ca. 5 km südlich des heutigen Point Danger.
In seinem Logbuch benennt James Cook die einen Tag zuvor umfahrenen Riffs mit Point Danger. Diese Stelle, zehn Kilometer südlich, heißt heutzutage jedoch „Danger Reefs“.
Über die genaue Lage Point Dangers gibt es seit vielen Jahren unterschiedliche Auffassungen. Gegenwärtig wird vertreten, dass Point Danger an der heutigen Stelle, also in Tweed Heads, nicht der Ort ist, den Cook 1770 als Point Danger bezeichnete. Richtig ist daher, dass sich der ursprüngliche Point Danger am südlichen heute als „Danger Reefs“ bezeichneten Fingal Head befindet.
Cook schrieb am 17. Mai 1770 in sein Log:

We now saw the breakers again they lay two Leagues from a point under which is a small Island, their situation may always be found by the peaked mountain before mentioned from them this mountain or hill, and on this account I have named Mount Warning it lies 7 or 8 Leagues inland the land is high and hilly about it, but it is conspicuous enough to be distinguished from everything else. The point off which these shoals lay I have named Point Danger.

## Leuchtturm
Seit 1971 gibt es am Point Danger den 20 Meter hohen Leuchtturm, genannt Point Danger Light, mit angeschlossenem James-Cook-Denkmal. Ursprünglich wurde der Leuchtturm zu Testzwecken mit Lasern betrieben. So sollte die Leuchtkraft und Reichweite erhöht werden.
Das Projekt scheiterte jedoch und der Leuchtturm wurde schließlich auf elektrisches Licht umgerüstet.
Alle zehn Sekunden sendet der Leuchtturm einen doppelten weißen Lichtblitz aus.